# 8 Man
8 Man (8マン) ou Eight Man (エイトマン, Eito Man, lit. "O Homem 8"), conhecido no Brasil com O Oitavo Homem é um mangá e anime de super-herói criado em 1963 pelo escritor Kazumasa Hirai e o artista Jiro Kuwata. Ele é considerado o primeiro super-herói ciborgue do Japão, pré-datando até mesmo Kamen Rider (no mesmo ano, Shotaro Ishinomori criou Cyborg 009), e foi supostamente a inspiração para RoboCop.
O mangá foi publicado na Weekly Shonen Magazine, de 1963 à 1966. A série animada, produzida pela Eiken com TCJ Animation Center, foi transmitida na Tokyo Broadcasting System, de 17 de novembro de 1963 à 31 de dezembro de 1964, com um total de 56 episódios (mais o episódio especial de "despedida", "Goodbye, Eightman").
Um crossover entre 8 Man e Cyborg 009 de Kyoichi Nanatsuk (roteiro) e Masato Hayate (arte), começou a ser serializado em Champion RED em 18 de julho de 2020.

## Enredo
Após o detetive Yokota ser assassinado por criminosos, seu corpo é achado pelo Professor Tani que o leva para seu laboratório, onde ele faz um experimento que falhou sete vezes; Yokoda é o mais novo elemento a ter sua vida transferida para um corpo androide. Pela primeira vez, o experimento é bem sucedido. Yokoda renasce como o andróide conhecido como 8 Man, capaz de correr em velocidades impossíveis, assim como mudar sua forma para ser outra pessoa. Ele se transforma em Yokoda, desta vez se batizandoo como "Hachiro Azuma". Ele mantém sua identidade, conhecida somente por Tani, em segredo, e seu chefe de polícia Chefe Tanaka. Até sua namorada Sachiko e amigo Ichiro não sabem que ele é um andróide. Como 8 Man, Hachiro luta contra o crime (e até leva seus assassinos a justiça). Ele é frequentemente visto fumando cigarros de "energia", que revigoram seu poder, e que ele carrega em seu cinto.

## Recepção
O personagem-título da série ficou em nono lugar na lista dos "10 Heróis Mais Icônicos de Animes" feita por Thomas Zoth, do site Mania Entertainment, que comentou que "antes de Cyborg 009, The Six Million Dollar Man e Robocop, veio 8 Man: o primeiro herói ciborgue de anime e mangá" e que ele "ajudou a moldar a trajetória dos robôs e ciborgues heróis na década seguinte."